# Ленне (Нижняя Саксония)
Ленне (нем. Lenne) — община в Германии, в земле Нижняя Саксония.
Входит в состав района Хольцминден. Подчиняется управлению Штадтольдендорф. Население составляет 685 человек (на 31 декабря 2010 года). Занимает площадь 9,07 км².
| Год  | Население |
| ---- | --------- |
| 1990 | 772       |
| 1995 | 864       |
| 2000 | 771       |
| 2005 | 721       |
| 2010 | 705       |